# Roeien op de Olympische Zomerspelen 2020 - Kwalificatie
In dit artikel worden de kwalificatie-eisen voor de roeisport disciplines op de Olympische Zomerspelen 2020 in Tokio (uitgesteld tot 2021 door de COVID-19-pandemie) uiteengezet. 
In totaal kunnen zich 206 boten en 526 atleten kwalificeren voor het olympisch toernooi. Het aantal boten en atleten is gelijk voor beide geslachten. Elk Nationaal Olympisch Comité (NOC) kan maximaal één boot per evenement en daarmee maximaal 24 atleten per geslacht afvaardigen. Een quotaplaats wordt vergeven aan een NOC en niet aan de atleet. Voor het onderdeel skiff kwalificeren zich per geslacht 32 boten, voor de lichte dubbel-twee achttien, voor de dubbel-twee en vier-zonder dertien, voor de dubbel-vier en vier-zonder tien en voor de acht zeven.
Het kwalificatieproces voor mannen en vrouwen is gelijk. Gastland Japan is verzekerd van een quotaplaats bij de skiff en bij hetzelfde onderdeel worden twee plaatsen toegekend door de olympische tripartitecommissie. De overige plaatsen zijn te verdienen bij de wereldkampioenschappen van 2019 en het afsluitende olympisch kwalificatietoernooi in 2020. Voor de skiff en de lichte dubbel-twee worden daarnaast plaatsen behaald via continentale kwalificatietoernooien.

## Kwalificatie samenvatting
| Land                   | Mannen | Mannen | Mannen | Mannen | Mannen | Mannen | Mannen | Vrouwen | Vrouwen | Vrouwen | Vrouwen | Vrouwen | Vrouwen | Vrouwen | Boten | Atleten |
| Land                   | M1x    | M2-    | M2x    | LM2x   | M4-    | M4x    | M8+    | W1x     | W2-     | W2x     | LW2x    | W4-     | W4x     | W8+     | Boten | Atleten |
| ---------------------- | ------ | ------ | ------ | ------ | ------ | ------ | ------ | ------- | ------- | ------- | ------- | ------- | ------- | ------- | ----- | ------- |
| Algerije               |        |        |        | N      |        |        |        |         |         |         |         |         |         |         | 1     | 2       |
| Argentinië             |        |        |        |        |        |        |        |         |         |         | N       |         |         |         | 1     | 2       |
| Australië              |        | N      |        |        | N      | N      | N      |         | N       | N       |         | N       | N       | N       | 9     | 40      |
| België                 |        |        |        | N      |        |        |        |         |         |         |         |         |         |         | 1     | 2       |
| Benin                  | N      |        |        |        |        |        |        |         |         |         |         |         |         |         | 1     | 1       |
| Bermuda                | N      |        |        |        |        |        |        |         |         |         |         |         |         |         | 1     | 1       |
| Brazilië               | N      |        |        |        |        |        |        |         |         |         |         |         |         |         | 1     | 1       |
| Canada                 | N      | N      |        | N      | N      |        |        | N       | N       | N       | N       | N       |         | N       | 10    | 29      |
| Chili                  |        |        |        | N      |        |        |        |         |         |         |         |         |         |         | 1     | 2       |
| China                  |        |        | N      |        |        | N      |        | N       | N       | N       |         | N       | N       | N       | 8     | 28      |
| Chinees Taipei         |        |        |        |        |        |        |        | N       |         |         |         |         |         |         | 1     | 1       |
| Cuba                   |        |        |        |        |        |        |        | N       |         |         |         |         |         |         | 1     | 1       |
| Denemarken             | N      | N      |        |        |        |        |        |         | N       |         |         | N       |         |         | 4     | 9       |
| Dominicaanse Republiek | N      |        |        |        |        |        |        |         |         |         |         |         |         |         | 1     | 1       |
| Egypte                 | N      |        |        |        |        |        |        |         |         |         |         |         |         |         | 1     | 1       |
| Estland                |        |        |        |        |        | N      |        |         |         |         |         |         |         |         | 1     | 4       |
| Filipijnen             | N      |        |        |        |        |        |        |         |         |         |         |         |         |         | 1     | 1       |
| Frankrijk              |        | N      | N      |        |        |        |        |         |         | N       | N       |         | N       |         | 5     | 12      |
| Duitsland              | N      |        | N      | N      |        | N      | N      |         |         | N       |         |         | N       |         | 7     | 24      |
| Groot-Brittannië       |        |        | N      |        | N      | N      | N      | N       | N       |         | N       | N       | N       | N       | 10    | 41      |
| Griekenland            | N      |        |        |        |        |        |        | N       | N       |         |         |         |         |         | 3     | 4       |
| Guatemala              |        |        |        |        |        |        |        |         |         |         | N       |         |         |         | 1     | 2       |
| Hongkong               |        |        |        |        |        |        |        | N       |         |         |         |         |         |         | 1     | 1       |
| Hongarije              | N      |        |        |        |        |        |        |         |         |         |         |         |         |         | 1     | 1       |
| India                  |        |        |        | N      |        |        |        |         |         |         |         |         |         |         | 1     | 2       |
| Indonesië              |        |        |        |        |        |        |        |         |         |         | N       |         |         |         | 1     | 2       |
| Iran                   |        |        |        |        |        |        |        | N       |         |         |         |         |         |         | 1     | 1       |
| Irak                   | N      |        |        |        |        |        |        |         |         |         |         |         |         |         | 1     | 1       |
| Ierland                |        |        | N      | N      |        |        |        | N       | N       |         | N       | N       |         |         | 6     | 13      |
| Italië                 | N      | N      |        | N      | N      | N      |        |         | N       | N       | N       |         | N       |         | 9     | 23      |
| Ivoorkust              | N      |        |        |        |        |        |        |         |         |         |         |         |         |         | 1     | 1       |
| Japan                  | N      |        |        |        |        |        |        |         |         |         | N       |         |         |         | 2     | 3       |
| Kazachstan             | N      |        |        |        |        |        |        |         |         |         |         |         |         |         | 1     | 1       |
| Koeweit                | N      |        |        |        |        |        |        |         |         |         |         |         |         |         | 1     | 1       |
| Kroatië                | N      | N      |        |        |        |        |        |         |         |         |         |         |         |         | 2     | 3       |
| Libië                  | N      |        |        |        |        |        |        |         |         |         |         |         |         |         | 1     | 1       |
| Litouwen               | N      |        | N      |        |        | N      |        |         |         | N       |         |         |         |         | 4     | 9       |
| Mexico                 |        |        |        |        |        |        |        | N       |         |         |         |         |         |         | 1     | 1       |
| Monaco                 | N      |        |        |        |        |        |        |         |         |         |         |         |         |         | 1     | 1       |
| Marokko                |        |        |        |        |        |        |        | N       |         |         |         |         |         |         | 1     | 1       |
| Namibië                |        |        |        |        |        |        |        | N       |         |         |         |         |         |         | 1     | 1       |
| Nederland              | N      | N      | N      |        | N      | N      | N      | N       |         | N       | N       | N       | N       |         | 11    | 35      |
| Nieuw-Zeeland          | N      | N      | N      |        |        |        | N      | N       | N       | N       |         |         | N       | N       | 9     | 32      |
| Nicaragua              | N      |        |        |        |        |        |        | N       |         |         |         |         |         |         | 2     | 2       |
| Nigeria                |        |        |        |        |        |        |        | N       |         |         |         |         |         |         | 1     | 1       |
| Noorwegen              | N      |        |        | N      |        | N      |        |         |         |         |         |         |         |         | 3     | 7       |
| Oeganda                |        |        |        |        |        |        |        | N       |         |         |         |         |         |         | 1     | 1       |
| Oekraïne               |        |        |        | N      |        |        |        |         |         |         |         |         |         |         | 1     | 2       |
| Oezbekistan            |        |        |        | N      |        |        |        |         |         |         |         |         |         |         | 1     | 2       |
| Oostenrijk             |        |        |        |        |        |        |        | N       |         |         | N       |         |         |         | 2     | 3       |
| Paraguay               |        |        |        |        |        |        |        | N       |         |         |         |         |         |         | 1     | 1       |
| Peru                   | N      |        |        |        |        |        |        |         |         |         |         |         |         |         | 1     | 1       |
| Polen                  |        |        | N      | N      | N      | N      |        |         |         |         |         | N       | N       |         | 6     | 20      |
| Portugal               |        |        |        | N      |        |        |        |         |         |         |         |         |         |         | 1     | 2       |
| Puerto Rico            |        |        |        |        |        |        |        | N       |         |         |         |         |         |         | 1     | 1       |
| Qatar                  |        |        |        |        |        |        |        | N       |         |         |         |         |         |         | 1     | 1       |
| Roemenië               |        | N      | N      |        | N      |        | N      |         | N       | N       | N       | N       |         | N       | 9     | 36      |
| Russische ploeg        | N      |        | N      |        |        |        |        | N       | N       | N       | N       |         |         |         | 6     | 10      |
| Saoedi-Arabië          | N      |        |        |        |        |        |        |         |         |         |         |         |         |         | 1     | 1       |
| Servië                 |        | N      |        |        |        |        |        | N       |         |         |         |         |         |         | 2     | 3       |
| Singapore              |        |        |        |        |        |        |        | N       |         |         |         |         |         |         | 1     | 1       |
| Servië                 |        | N      |        |        | N      |        |        |         |         |         |         |         |         |         | 2     | 6       |
| Spanje                 |        | N      |        | N      |        |        |        |         | N       |         |         |         |         |         | 3     | 6       |
| Soedan                 |        |        |        |        |        |        |        | N       |         |         |         |         |         |         | 1     | 1       |
| Thailand               |        |        |        | N      |        |        |        |         |         |         |         |         |         |         | 1     | 2       |
| Togo                   |        |        |        |        |        |        |        | N       |         |         |         |         |         |         | 1     | 1       |
| Trinidad en Tobago     |        |        |        |        |        |        |        | N       |         |         |         |         |         |         | 1     | 1       |
| Tsjechië               | N      |        | N      | N      |        |        |        |         |         | N       |         |         |         |         | 4     | 7       |
| Tunesië                |        |        |        |        |        |        |        |         |         |         | N       |         |         |         | 1     | 2       |
| Turkije                | N      |        |        |        |        |        |        |         |         |         |         |         |         |         | 1     | 1       |
| Uruguay                |        |        |        | N      |        |        |        |         |         |         |         |         |         |         | 1     | 2       |
| Vanuatu                | N      |        |        |        |        |        |        |         |         |         |         |         |         |         | 1     | 1       |
| Venezuela              |        |        |        | N      |        |        |        |         |         |         |         |         |         |         | 1     | 2       |
| Verenigde Staten       |        |        |        |        | N      |        | N      | N       | N       | N       | N       | N       | N       | N       | 9     | 37      |
| Vietnam                |        |        |        |        |        |        |        |         |         |         | N       |         |         |         | 1     | 2       |
| Wit-Rusland            |        | N      |        |        |        |        |        | N       |         |         | N       |         |         |         | 3     | 5       |
| Zimbabwe               | N      |        |        |        |        |        |        |         |         |         |         |         |         |         | 1     | 1       |
| Zuid-Korea             |        |        |        |        |        |        |        | N       |         |         |         |         |         |         | 1     | 1       |
| Zweden                 |        |        |        |        |        |        |        | N       |         |         |         |         |         |         | 1     | 1       |
| Zwitserland            |        |        | N      |        | N      |        |        | N       |         |         | N       |         |         |         | 4     | 9       |
| Totaal: 80 NOC's       | 32     | 13     | 13     | 20     | 10     | 10     | 7      | 32      | 13      | 13      | 18      | 10      | 10      | 7       | 208   | 526     |
| Land                   | M1x    | M2-    | M2x    | LM2x   | M4-    | M4x    | M8+    | W1x     | W2-     | W2x     | LW2x    | W4-     | W4x     | W8+     | Boten | Atleten |
| Land                   | Mannen | Mannen | Mannen | Mannen | Mannen | Mannen | Mannen | Vrouwen | Vrouwen | Vrouwen | Vrouwen | Vrouwen | Vrouwen | Vrouwen | Boten | Atleten |

## Mannen

### Mannen skiff
| Toernooi                                           | Datum                          | Locatie        | Plaatsen | Gekwalificeerd         | Geselecteerde roeier      |
| -------------------------------------------------- | ------------------------------ | -------------- | -------- | ---------------------- | ------------------------- |
| Gastland                                           | –                              | –              | 1        | Japan                  | Ryuta Arakawa             |
| Wereldkampioenschappen 2019                        | 25 augustus – 1 september 2019 | Ottensheim     | 9        | Duitsland              | Oliver Zeidler            |
| Wereldkampioenschappen 2019                        | 25 augustus – 1 september 2019 | Ottensheim     | 9        | Denemarken             | Sverri Sandberg Nielsen   |
| Wereldkampioenschappen 2019                        | 25 augustus – 1 september 2019 | Ottensheim     | 9        | Nederland              | Finn Florijn              |
| Wereldkampioenschappen 2019                        | 25 augustus – 1 september 2019 | Ottensheim     | 9        | Tsjechië               | Jan Fleissner             |
| Wereldkampioenschappen 2019                        | 25 augustus – 1 september 2019 | Ottensheim     | 9        | Litouwen               | Mindaugas Griškonis       |
| Wereldkampioenschappen 2019                        | 25 augustus – 1 september 2019 | Ottensheim     | 9        | Noorwegen              | Kjetil Borch              |
| Wereldkampioenschappen 2019                        | 25 augustus – 1 september 2019 | Ottensheim     | 9        | Nieuw-Zeeland          | Jordan Parry              |
| Wereldkampioenschappen 2019                        | 25 augustus – 1 september 2019 | Ottensheim     | 9        | Kroatië                | Damir Martin              |
| Wereldkampioenschappen 2019                        | 25 augustus – 1 september 2019 | Ottensheim     | 9        | Italië                 | Gennaro Di Mauro          |
| Afrikaans olympisch kwalificatietoernooi           | 10 – 12 oktober 2019           | Tunis          | 5        | Egypte                 | Ali Hassan                |
| Afrikaans olympisch kwalificatietoernooi           | 10 – 12 oktober 2019           | Tunis          | 5        | Zimbabwe               | Peter Purcell-Gilpin      |
| Afrikaans olympisch kwalificatietoernooi           | 10 – 12 oktober 2019           | Tunis          | 5        | Benin                  | Privel Hinkati            |
| Afrikaans olympisch kwalificatietoernooi           | 10 – 12 oktober 2019           | Tunis          | 5        | Ivoorkust              | Franck N'Dri              |
| Afrikaans olympisch kwalificatietoernooi           | 10 – 12 oktober 2019           | Tunis          | 5        | Libië                  | Hussein Qanboor           |
| Amerikaans olympisch kwalificatietoernooi          | 4 – 5 maart 2021               | Rio de Janeiro | 5        | Brazilië               | Lucas Verthein            |
| Amerikaans olympisch kwalificatietoernooi          | 4 – 5 maart 2021               | Rio de Janeiro | 5        | Peru                   | Álvaro Torres             |
| Amerikaans olympisch kwalificatietoernooi          | 4 – 5 maart 2021               | Rio de Janeiro | 5        | Bermuda                | Dara Alizadeh             |
| Amerikaans olympisch kwalificatietoernooi          | 4 – 5 maart 2021               | Rio de Janeiro | 5        | Nicaragua              | Félix Damián Potoy        |
| Amerikaans olympisch kwalificatietoernooi          | 4 – 5 maart 2021               | Rio de Janeiro | 5        | Dominicaanse Republiek | Ignacio Vásquez           |
| Europees olympisch kwalificatietoernooi            | 5 – 8 april 2021               | Varese         | 3        | Griekenland            | Stefanos Douskos          |
| Europees olympisch kwalificatietoernooi            | 5 – 8 april 2021               | Varese         | 3        | Hongarije              | Bendegúz Pétervári-Molnár |
| Europees olympisch kwalificatietoernooi            | 5 – 8 april 2021               | Varese         | 3        | Turkije                | Onat Kazaklı              |
| Aziatisch-Oceanisch olympisch kwalificatietoernooi | 5 – 7 mei 2021                 | Chungju        | 5        | Kazachstan             | Vladislav Yakovlev        |
| Aziatisch-Oceanisch olympisch kwalificatietoernooi | 5 – 7 mei 2021                 | Chungju        | 5        | Filipijnen             | Cris Nievarez             |
| Aziatisch-Oceanisch olympisch kwalificatietoernooi | 5 – 7 mei 2021                 | Chungju        | 5        | Irak                   | Mohammed Al-Khafaji       |
| Aziatisch-Oceanisch olympisch kwalificatietoernooi | 5 – 7 mei 2021                 | Chungju        | 5        | Koeweit                | Abdulrahman Al-Fadhel     |
| Aziatisch-Oceanisch olympisch kwalificatietoernooi | 5 – 7 mei 2021                 | Chungju        | 5        | Saoedi-Arabië          | Husein Alireza            |
| Internationaal olympisch kwalificatietoernooi      | 16 – 18 mei 2021               | Luzern         | 2        | Russische ploeg        | Aleksandr Vyazovkin       |
| Internationaal olympisch kwalificatietoernooi      | 16 – 18 mei 2021               | Luzern         | 2        | Canada                 | Trevor Jones              |
| Uitnodiging olympische tripartitecommissie         | nnb.                           | –              | 2        | Monaco                 | Quentin Antognelli        |
| Uitnodiging olympische tripartitecommissie         | nnb.                           | –              | 2        | Vanuatu                | Rio Rii                   |
| Totaal                                             |                                |                | 32       |                        |                           |

### Mannen lichte dubbel-twee
| Toernooi                                           | Datum                          | Locatie        | Plaatsen | Gekwalificeerd | Geselecteerde roeiers                     |
| -------------------------------------------------- | ------------------------------ | -------------- | -------- | -------------- | ----------------------------------------- |
| Wereldkampioenschappen 2019                        | 25 augustus – 1 september 2019 | Ottensheim     | 7        | Italië         | Stefano Oppo Pietro Ruta                  |
| Wereldkampioenschappen 2019                        | 25 augustus – 1 september 2019 | Ottensheim     | 7        | Spanje         | Manel Balastegui Caetano Horta            |
| Wereldkampioenschappen 2019                        | 25 augustus – 1 september 2019 | Ottensheim     | 7        | Polen          | Jerzy Kowalski Artur Mikołajczewski       |
| Wereldkampioenschappen 2019                        | 25 augustus – 1 september 2019 | Ottensheim     | 7        | Ierland        | Paul O'Donovan Fintan McCarthy            |
| Wereldkampioenschappen 2019                        | 25 augustus – 1 september 2019 | Ottensheim     | 7        | Duitsland      | Jason-Toby Osborne Jonathan Rommelmann    |
| Wereldkampioenschappen 2019                        | 25 augustus – 1 september 2019 | Ottensheim     | 7        | Noorwegen      | Kristoffer Brun Are Strandli              |
| Wereldkampioenschappen 2019                        | 25 augustus – 1 september 2019 | Ottensheim     | 7        | België         | Tim Brys Niels Van Zandweghe              |
| Afrikaans olympisch kwalificatietoernooi           | 10 – 12 oktober 2019           | Tunis          | 1        | Algerije       | Sid Ali Boudina Kamel Ait Daoud           |
| Amerikaans olympisch kwalificatietoernooi          | 4 – 5 maart 2021               | Rio de Janeiro | 3        | Uruguay        | Bruno Cetraro Felipe Klüver               |
| Amerikaans olympisch kwalificatietoernooi          | 4 – 5 maart 2021               | Rio de Janeiro | 3        | Chili          | Eber Sanhueza César Abaraoa               |
| Amerikaans olympisch kwalificatietoernooi          | 4 – 5 maart 2021               | Rio de Janeiro | 3        | Venezuela      | César Amaris José Güipe                   |
| Europees olympisch kwalificatietoernooi            | 5 – 8 april 2021               | Varese         | 2        | Oekraïne       | Stanislav Kovalov Ihor Khmara             |
| Europees olympisch kwalificatietoernooi            | 5 – 8 april 2021               | Varese         | 2        | Portugal       | Pedro Fraga Afonso Costa                  |
| Aziatisch-Oceanisch olympisch kwalificatietoernooi | 5 – 7 mei 2021                 | Chungju        | 3        | India          | Arjun Lal Arvind Singh                    |
| Aziatisch-Oceanisch olympisch kwalificatietoernooi | 5 – 7 mei 2021                 | Chungju        | 3        | Oezbekistan    | Shakhboz Kholmurzaev Sobirjon Safaroliyev |
| Aziatisch-Oceanisch olympisch kwalificatietoernooi | 5 – 7 mei 2021                 | Chungju        | 3        | Thailand       | Siwakorn Wongpin Nawamin Deenoi           |
| Internationaal olympisch kwalificatietoernooi      | 16 – 18 mei 2021               | Luzern         | 2        | Canada         | Patrick Keane Maxwell Lattimer            |
| Internationaal olympisch kwalificatietoernooi      | 16 – 18 mei 2021               | Luzern         | 2        | Tsjechië       | Miroslav Vraštil Jr. Jiří Šimánek         |
| Totaal                                             |                                |                | 18       |                |                                           |

### Mannen dubbel-twee
| Toernooi                                      | Datum                          | Locatie    | Plaatsen | Gekwalificeerd   | Geselecteerde roeiers              |
| --------------------------------------------- | ------------------------------ | ---------- | -------- | ---------------- | ---------------------------------- |
| Wereldkampioenschappen 2019                   | 25 augustus – 1 september 2019 | Ottensheim | 11       | China            | Liu Zhiyu Zhang Liang              |
| Wereldkampioenschappen 2019                   | 25 augustus – 1 september 2019 | Ottensheim | 11       | Ierland          | Philip Doyle Ronan Byrne           |
| Wereldkampioenschappen 2019                   | 25 augustus – 1 september 2019 | Ottensheim | 11       | Polen            | Mirosław Ziętarski Mateusz Biskup  |
| Wereldkampioenschappen 2019                   | 25 augustus – 1 september 2019 | Ottensheim | 11       | Roemenië         | Ioan Prundeanu Marian Enache       |
| Wereldkampioenschappen 2019                   | 25 augustus – 1 september 2019 | Ottensheim | 11       | Zwitserland      | Roman Röösli Barnabé Delarze       |
| Wereldkampioenschappen 2019                   | 25 augustus – 1 september 2019 | Ottensheim | 11       | Groot-Brittannië | John Collins Graeme Thomas         |
| Wereldkampioenschappen 2019                   | 25 augustus – 1 september 2019 | Ottensheim | 11       | Nederland        | Melvin Twellaar Stef Broenink      |
| Wereldkampioenschappen 2019                   | 25 augustus – 1 september 2019 | Ottensheim | 11       | Nieuw-Zeeland    | Chris Harris Jack Lopas            |
| Wereldkampioenschappen 2019                   | 25 augustus – 1 september 2019 | Ottensheim | 11       | Frankrijk        | Matthieu Androdias Hugo Boucheron  |
| Wereldkampioenschappen 2019                   | 25 augustus – 1 september 2019 | Ottensheim | 11       | Duitsland        | Stephan Krüger Marc Weber          |
| Wereldkampioenschappen 2019                   | 25 augustus – 1 september 2019 | Ottensheim | 11       | Litouwen         | Saulius Ritter Aurimas Adomavičius |
| Internationaal olympisch kwalificatietoernooi | 16 – 18 mei 2021               | Luzern     | 2        | Russische ploeg  | Ilya Kondratyev Andrey Potapkin    |
| Internationaal olympisch kwalificatietoernooi | 16 – 18 mei 2021               | Luzern     | 2        | Tsjechië         | Jakub Podrazil Jan Cincibuch       |
| Totaal                                        |                                |            | 13       |                  |                                    |

### Mannen twee-zonder
| Toernooi                                      | Datum                          | Locatie    | Plaatsen | Gekwalificeerd | Geselecteerde roeiers                 |
| --------------------------------------------- | ------------------------------ | ---------- | -------- | -------------- | ------------------------------------- |
| Wereldkampioenschappen 2019                   | 25 augustus – 1 september 2019 | Ottensheim | 11       | Kroatië        | Martin Sinković Valent Sinković       |
| Wereldkampioenschappen 2019                   | 25 augustus – 1 september 2019 | Ottensheim | 11       | Italië         | Giovanni Abagnale Marco Di Costanzo   |
| Wereldkampioenschappen 2019                   | 25 augustus – 1 september 2019 | Ottensheim | 11       | Spanje         | Jaime Canalejo Javier García          |
| Wereldkampioenschappen 2019                   | 25 augustus – 1 september 2019 | Ottensheim | 11       | Nieuw-Zeeland  | Stephen Jones Brook Robertson         |
| Wereldkampioenschappen 2019                   | 25 augustus – 1 september 2019 | Ottensheim | 11       | Australië      | Sam Hardy Joshua Hicks                |
| Wereldkampioenschappen 2019                   | 25 augustus – 1 september 2019 | Ottensheim | 11       | Frankrijk      | Guillaume Turlan Thibaud Turlan       |
| Wereldkampioenschappen 2019                   | 25 augustus – 1 september 2019 | Ottensheim | 11       | Servië         | Martin Mačković Miloš Vasić           |
| Wereldkampioenschappen 2019                   | 25 augustus – 1 september 2019 | Ottensheim | 11       | Canada         | Kai Langerfeld Conlin McCabe          |
| Wereldkampioenschappen 2019                   | 25 augustus – 1 september 2019 | Ottensheim | 11       | Zuid-Afrika    | Luc Daffarn Jake Green                |
| Wereldkampioenschappen 2019                   | 25 augustus – 1 september 2019 | Ottensheim | 11       | Roemenië       | Marius Cozmiuc Ciprian Tudosă         |
| Wereldkampioenschappen 2019                   | 25 augustus – 1 september 2019 | Ottensheim | 11       | Wit-Rusland    | Dzmitry Furman Siarhei Valadzko       |
| Internationaal olympisch kwalificatietoernooi | 16 – 18 mei 2021               | Luzern     | 2        | Denemarken     | Joachim Sutton Frederik Vystavel      |
| Internationaal olympisch kwalificatietoernooi | 16 – 18 mei 2021               | Luzern     | 2        | Nederland      | Guillaume Krommenhoek Niki van Sprang |
| Totaal                                        |                                |            | 13       |                |                                       |

### Mannen dubbel-vier
| Toernooi                                      | Datum                          | Locatie    | Plaatsen | Gekwalificeerd   | Geselecteerde roeiers                                                        |
| --------------------------------------------- | ------------------------------ | ---------- | -------- | ---------------- | ---------------------------------------------------------------------------- |
| Wereldkampioenschappen 2019                   | 25 augustus – 1 september 2019 | Ottensheim | 8        | Nederland        | Abe Wiersma Dirk Uittenbogaard Koen Metsemakers Tone Wieten                  |
| Wereldkampioenschappen 2019                   | 25 augustus – 1 september 2019 | Ottensheim | 8        | Polen            | Fabian Barański Szymon Pośnik Wiktor Chabel Dominik Czaja                    |
| Wereldkampioenschappen 2019                   | 25 augustus – 1 september 2019 | Ottensheim | 8        | Italië           | Simone Venier Andrea Panizza Luca Rambaldi Giacomo Gentili                   |
| Wereldkampioenschappen 2019                   | 25 augustus – 1 september 2019 | Ottensheim | 8        | Australië        | Jack Cleary Caleb Antill Cameron Girdlestone Luke Letcher                    |
| Wereldkampioenschappen 2019                   | 25 augustus – 1 september 2019 | Ottensheim | 8        | Duitsland        | Max Appel Hans Gruhne Tim Ole Naske Karl Schulze                             |
| Wereldkampioenschappen 2019                   | 25 augustus – 1 september 2019 | Ottensheim | 8        | China            | Yi Xudi Zang Ha Liu Dang Zhang Quan                                          |
| Wereldkampioenschappen 2019                   | 25 augustus – 1 september 2019 | Ottensheim | 8        | Noorwegen        | Martin Helseth Olaf Tufte Oscar Stabe Helvig Erik Solbakken                  |
| Wereldkampioenschappen 2019                   | 25 augustus – 1 september 2019 | Ottensheim | 8        | Groot-Brittannië | Harry Leask Angus Groom Tom Barras Jack Beaumont                             |
| Internationaal olympisch kwalificatietoernooi | 16 – 18 mei 2021               | Luzern     | 2        | Estland          | Kaspar Taimsoo Tõnu Endrekson Allar Raja Jüri-Mikk Udam                      |
| Internationaal olympisch kwalificatietoernooi | 16 – 18 mei 2021               | Luzern     | 2        | Russische ploeg  | Artyom Kosov Nikita Eskin Nikolay Pimenov Alexander Matveev                  |
| Internationaal olympisch kwalificatietoernooi | 16 – 18 mei 2021               | Luzern     | 2        | Litouwen         | Dominykas Jančionis Dovydas Nemeravičius Armandas Kelmelis Martynas Džiaugys |
| Totaal                                        |                                |            | 10       |                  |                                                                              |

### Mannen vier-zonder
| Toernooi                                      | Datum                          | Locatie    | Plaatsen | Gekwalificeerd   | Geselecteerde roeiers                                                             |
| --------------------------------------------- | ------------------------------ | ---------- | -------- | ---------------- | --------------------------------------------------------------------------------- |
| Wereldkampioenschappen 2019                   | 25 augustus – 1 september 2019 | Ottensheim | 8        | Polen            | Mikołaj Burda Mateusz Wilangowski Marcin Brzeziński Michał Szpakowski             |
| Wereldkampioenschappen 2019                   | 25 augustus – 1 september 2019 | Ottensheim | 8        | Roemenië         | Mihăiță Vasile Țigănescu Mugurel Semciuc Ștefan Constantin Berariu Cosmin Pascari |
| Wereldkampioenschappen 2019                   | 25 augustus – 1 september 2019 | Ottensheim | 8        | Groot-Brittannië | Oliver Cook Matthew Rossiter Rory Gibbs Sholto Carnegie                           |
| Wereldkampioenschappen 2019                   | 25 augustus – 1 september 2019 | Ottensheim | 8        | Italië           | Matteo Castaldo Bruno Rosetti Matteo Lodo Giuseppe Vicino                         |
| Wereldkampioenschappen 2019                   | 25 augustus – 1 september 2019 | Ottensheim | 8        | Verenigde Staten | Anders Weiss Clark Dean Michael Grady Andrew Reed                                 |
| Wereldkampioenschappen 2019                   | 25 augustus – 1 september 2019 | Ottensheim | 8        | Australië        | Alexander Purnell Spencer Turrin Jack Hargreaves Alexander Hill                   |
| Wereldkampioenschappen 2019                   | 25 augustus – 1 september 2019 | Ottensheim | 8        | Nederland        | Boudewijn Röell Jan van der Bij Nelson Ritsema Sander de Graaf                    |
| Wereldkampioenschappen 2019                   | 25 augustus – 1 september 2019 | Ottensheim | 8        | Zwitserland      | Paul Jaquot Markus Kessler Andrin Gulich Joel Schürch                             |
| Internationaal olympisch kwalificatietoernooi | 16 – 18 mei 2021               | Luzern     | 2        | Zuid-Afrika      | Lawrence Brittain Kyle Schoonbee John Smith Sandro Torrente                       |
| Internationaal olympisch kwalificatietoernooi | 16 – 18 mei 2021               | Luzern     | 2        | Canada           | Jakub Buczek Luke Gadsdon Gavin Stone Will Crothers                               |
| Totaal                                        |                                |            | 10       |                  |                                                                                   |

### Mannen acht
| Toernooi                                      | Datum                          | Locatie    | Plaatsen | Gekwalificeerd   | Geselecteerde roeiers |
| --------------------------------------------- | ------------------------------ | ---------- | -------- | ---------------- | --- |
| Wereldkampioenschappen 2019                   | 25 augustus – 1 september 2019 | Ottensheim | 5        | Duitsland        | Laurits Follert Malte Jakschik Torben Johannesen Hannes Ocik Olaf Roggensack Martin Sauer Richard Schmidt Jakob Schneider Johannes Weißenfeld                                                     |
| Wereldkampioenschappen 2019                   | 25 augustus – 1 september 2019 | Ottensheim | 5        | Nederland        | Bjorn van den Ende Bram Schwarz Jasper Tissen Maarten Hurkmans Mechiel Versluis Robert Lücken Ruben Knab Simon van Dorp Eline Berger                                                              |
| Wereldkampioenschappen 2019                   | 25 augustus – 1 september 2019 | Ottensheim | 5        | Groot-Brittannië | Josh Bugajski Jacob Dawson Thomas George Moe Sbihi Charles Elwes Oliver Wynne-Griffith James Rudkin Thomas Ford Henry Fieldman                                                                    |
| Wereldkampioenschappen 2019                   | 25 augustus – 1 september 2019 | Ottensheim | 5        | Australië        | Nicholas Lavery Angus Widdicombe Angus Dawson Simon Keenan Nicholas Purnell Timothy Masters Joshua Booth Jack O'Brien Stuart Sim                                                                  |
| Wereldkampioenschappen 2019                   | 25 augustus – 1 september 2019 | Ottensheim | 5        | Verenigde Staten | Austin Hack Justin Best Liam Corrigan Ben Davison Conor Harrity Nick Mead Alex Miklasevich Alexander Richards Julian Venonsky                                                                     |
| Internationaal olympisch kwalificatietoernooi | 16 – 18 mei 2021               | Luzern     | 2        | Nieuw-Zeeland    | Dan Williamson Matt Macdonald Tom Mackintosh Phillip Wilson Shaun Kirkham Hamish Bond Michael Brake Tom Murray Sam Bosworth                                                                       |
| Internationaal olympisch kwalificatietoernooi | 16 – 18 mei 2021               | Luzern     | 2        | Roemenië         | Alexandru Petrișor Chioseaua Florin Sorin Lehaci Constantin Radu Sergiu-Vasile Bejan Vlad Dragoș Aicoboae Constantin Adam Florin Nicolae Arteni-Fîntînariu Ciprian Huc Adrian Munteanu (stuurman) |
| Totaal                                        |                                |            | 7        |                  | |

## Vrouwen

### Vrouwen skiff
| Toernooi                                           | Datum                          | Locatie        | Plaatsen | Gekwalificeerd     | Geselecteerde roeister    |
| -------------------------------------------------- | ------------------------------ | -------------- | -------- | ------------------ | ------------------------- |
| Gastland                                           | –                              | –              | 1        | Japan              |                           |
| Wereldkampioenschappen 2019                        | 25 augustus – 1 september 2019 | Ottensheim     | 9        | Verenigde Staten   | Kara Kohler               |
| Wereldkampioenschappen 2019                        | 25 augustus – 1 september 2019 | Ottensheim     | 9        | Groot-Brittannië   | Victoria Thornley         |
| Wereldkampioenschappen 2019                        | 25 augustus – 1 september 2019 | Ottensheim     | 9        | Zwitserland        | Jeannine Gmelin           |
| Wereldkampioenschappen 2019                        | 25 augustus – 1 september 2019 | Ottensheim     | 9        | Ierland            | Sanita Pušpure            |
| Wereldkampioenschappen 2019                        | 25 augustus – 1 september 2019 | Ottensheim     | 9        | Nieuw-Zeeland      | Emma Twigg                |
| Wereldkampioenschappen 2019                        | 25 augustus – 1 september 2019 | Ottensheim     | 9        | Canada             | Carling Zeeman            |
| Wereldkampioenschappen 2019                        | 25 augustus – 1 september 2019 | Ottensheim     | 9        | China              | Jiang Yan                 |
| Wereldkampioenschappen 2019                        | 25 augustus – 1 september 2019 | Ottensheim     | 9        | Nederland          | Sophie Souwer             |
| Wereldkampioenschappen 2019                        | 25 augustus – 1 september 2019 | Ottensheim     | 9        | Oostenrijk         | Magdalena Lobnig          |
| Afrikaans olympisch kwalificatietoernooi           | 10 – 12 oktober 2019           | Tunis          | 5        | Namibië            | Maike Diekmann            |
| Afrikaans olympisch kwalificatietoernooi           | 10 – 12 oktober 2019           | Tunis          | 5        | Marokko            | Sarah Fraincart           |
| Afrikaans olympisch kwalificatietoernooi           | 10 – 12 oktober 2019           | Tunis          | 5        | Oeganda            | Kathleen Grace Noble      |
| Afrikaans olympisch kwalificatietoernooi           | 10 – 12 oktober 2019           | Tunis          | 5        | Togo               | Claire Akossiwa           |
| Afrikaans olympisch kwalificatietoernooi           | 10 – 12 oktober 2019           | Tunis          | 5        | Nigeria            | Esther Toko               |
| Amerikaans olympisch kwalificatietoernooi          | 4 – 5 maart 2021               | Rio de Janeiro | 5        | Mexico             | Kenia Lechuga             |
| Amerikaans olympisch kwalificatietoernooi          | 4 – 5 maart 2021               | Rio de Janeiro | 5        | Paraguay           | Alejandra Alonso          |
| Amerikaans olympisch kwalificatietoernooi          | 4 – 5 maart 2021               | Rio de Janeiro | 5        | Trinidad en Tobago | Felice Chow               |
| Amerikaans olympisch kwalificatietoernooi          | 4 – 5 maart 2021               | Rio de Janeiro | 5        | Cuba               | Milena Venega             |
| Amerikaans olympisch kwalificatietoernooi          | 4 – 5 maart 2021               | Rio de Janeiro | 5        | Puerto Rico        | Veronica Toro             |
| Europees olympisch kwalificatietoernooi            | 5 – 8 april 2021               | Varese         | 3        | Russische ploeg    | Hanna Prakatsen           |
| Europees olympisch kwalificatietoernooi            | 5 – 8 april 2021               | Varese         | 3        | Servië             | Jovana Arsić              |
| Europees olympisch kwalificatietoernooi            | 5 – 8 april 2021               | Varese         | 3        | Zweden             | Lovisa Claesson           |
| Aziatisch-Oceanisch olympisch kwalificatietoernooi | 5 – 7 mei 2021                 | Chungju        | 6        | Iran               | Nazanin Malaei            |
| Aziatisch-Oceanisch olympisch kwalificatietoernooi | 5 – 7 mei 2021                 | Chungju        | 6        | Chinees Taipei     | Huang Yi-ting             |
| Aziatisch-Oceanisch olympisch kwalificatietoernooi | 5 – 7 mei 2021                 | Chungju        | 6        | Zuid-Korea         | Jeong Hye-jeong           |
| Aziatisch-Oceanisch olympisch kwalificatietoernooi | 5 – 7 mei 2021                 | Chungju        | 6        | Hongkong           | Winnie Hung               |
| Aziatisch-Oceanisch olympisch kwalificatietoernooi | 5 – 7 mei 2021                 | Chungju        | 6        | Qatar              | Tala Abujbara             |
| Aziatisch-Oceanisch olympisch kwalificatietoernooi | 5 – 7 mei 2021                 | Chungju        | 6        | Singapore          | Joan Poh                  |
| Internationaal olympisch kwalificatietoernooi      | 16 – 18 mei 2021               | Luzern         | 2        | Griekenland        | Anneta Kyridou            |
| Internationaal olympisch kwalificatietoernooi      | 16 – 18 mei 2021               | Luzern         | 2        | Wit-Rusland        | Tatsiana Klimovich        |
| Uitnodiging olympische tripartitecommissie         | nnb.                           | –              | 2        | Soedan             | Esraa Khogali             |
| Uitnodiging olympische tripartitecommissie         | nnb.                           | –              | 2        | Nicaragua          | Evidelia González Jarquin |
| Totaal                                             |                                |                | 32       |                    |                           |

### Vrouwen lichte dubbel-twee
| Toernooi                                           | Datum                          | Locatie        | Plaatsen | Gekwalificeerd   | Geselecteerde roeisters                    |
| -------------------------------------------------- | ------------------------------ | -------------- | -------- | ---------------- | ------------------------------------------ |
| Wereldkampioenschappen 2019                        | 25 augustus – 1 september 2019 | Ottensheim     | 7        | Nederland        | Ilse Paulis Marieke Keijser                |
| Wereldkampioenschappen 2019                        | 25 augustus – 1 september 2019 | Ottensheim     | 7        | Groot-Brittannië | Emily Craig Imogen Grant                   |
| Wereldkampioenschappen 2019                        | 25 augustus – 1 september 2019 | Ottensheim     | 7        | Roemenië         | Ionela-Livia Cozmiuc Gianina-Elena Beleagă |
| Wereldkampioenschappen 2019                        | 25 augustus – 1 september 2019 | Ottensheim     | 7        | Nieuw-Zeeland    |                                            |
| Wereldkampioenschappen 2019                        | 25 augustus – 1 september 2019 | Ottensheim     | 7        | Wit-Rusland      | Ina Nikulina Alena Furman                  |
| Wereldkampioenschappen 2019                        | 25 augustus – 1 september 2019 | Ottensheim     | 7        | Frankrijk        | Claire Bové Laura Tarantola                |
| Wereldkampioenschappen 2019                        | 25 augustus – 1 september 2019 | Ottensheim     | 7        | Italië           | Valentina Rodini Federica Cesarini         |
| Wereldkampioenschappen 2019                        | 25 augustus – 1 september 2019 | Ottensheim     | 7        | Canada           | Jill Moffatt Jennifer Casson               |
| Afrikaans olympisch kwalificatietoernooi           | 10 – 12 oktober 2019           | Tunis          | 1        | Tunesië          | Nour El-Houda Ettaieb Khadija Krimi        |
| Amerikaans olympisch kwalificatietoernooi          | 4 – 5 maart 2021               | Rio de Janeiro | 2        | Argentinië       | Milka Kraljev Evelyn Silvestro             |
| Amerikaans olympisch kwalificatietoernooi          | 4 – 5 maart 2021               | Rio de Janeiro | 2        | Guatemala        | Yulissa López Jenniffer Zúñiga             |
| Europees olympisch kwalificatietoernooi            | 5 – 8 april 2021               | Varese         | 2        | Russische ploeg  | Anastasia Lebedeva Maria Botalova          |
| Europees olympisch kwalificatietoernooi            | 5 – 8 april 2021               | Varese         | 2        | Oostenrijk       | Louisa Altenhuber Valentina Cavallar       |
| Aziatisch-Oceanisch olympisch kwalificatietoernooi | 5 – 7 mei 2021                 | Chungju        | 3        | Japan            | Chiaki Tomita Ayami Oishi                  |
| Aziatisch-Oceanisch olympisch kwalificatietoernooi | 5 – 7 mei 2021                 | Chungju        | 3        | Vietnam          | Lường Thị Thảo Đinh Thị Hảo                |
| Aziatisch-Oceanisch olympisch kwalificatietoernooi | 5 – 7 mei 2021                 | Chungju        | 3        | Indonesië        | Mutiara Rahma Putri Melani Putri           |
| Internationaal olympisch kwalificatietoernooi      | 16 – 18 mei 2021               | Luzern         | 3        | Verenigde Staten | Michelle Sechser Molly Reckford            |
| Internationaal olympisch kwalificatietoernooi      | 16 – 18 mei 2021               | Luzern         | 3        | Zwitserland      | Frédérique Rol Patricia Merz               |
| Internationaal olympisch kwalificatietoernooi      | 16 – 18 mei 2021               | Luzern         | 3        | Ierland          | Aoife Casey Margaret Cremen                |
| Totaal                                             |                                |                | 18       |                  |                                            |

### Vrouwen dubbel-twee
| Toernooi                                      | Datum                          | Locatie    | Plaatsen | Gekwalificeerd   | Geselecteerde roeisters                    |
| --------------------------------------------- | ------------------------------ | ---------- | -------- | ---------------- | ------------------------------------------ |
| Wereldkampioenschappen 2019                   | 25 augustus – 1 september 2019 | Ottensheim | 11       | Nieuw-Zeeland    | Brooke Donoghue Hannah Osborne             |
| Wereldkampioenschappen 2019                   | 25 augustus – 1 september 2019 | Ottensheim | 11       | Roemenië         | Simona Radiș Nicoleta-Ancuţa Bodnar        |
| Wereldkampioenschappen 2019                   | 25 augustus – 1 september 2019 | Ottensheim | 11       | Nederland        | Lisa Scheenaard Roos de Jong               |
| Wereldkampioenschappen 2019                   | 25 augustus – 1 september 2019 | Ottensheim | 11       | Canada           | Gabrielle Smith Andrea Proske              |
| Wereldkampioenschappen 2019                   | 25 augustus – 1 september 2019 | Ottensheim | 11       | Verenigde Staten | Genevra Stone Kristina Wagner              |
| Wereldkampioenschappen 2019                   | 25 augustus – 1 september 2019 | Ottensheim | 11       | Frankrijk        | Hélène Lefebvre Élodie Ravera-Scaramozzino |
| Wereldkampioenschappen 2019                   | 25 augustus – 1 september 2019 | Ottensheim | 11       | Italië           | Alessandra Patelli Chiara Ondoli           |
| Wereldkampioenschappen 2019                   | 25 augustus – 1 september 2019 | Ottensheim | 11       | Tsjechië         | Lenka Antošová Kristýna Fleissnerová       |
| Wereldkampioenschappen 2019                   | 25 augustus – 1 september 2019 | Ottensheim | 11       | Litouwen         | Donata Karalienė Milda Valčiukaitė         |
| Wereldkampioenschappen 2019                   | 25 augustus – 1 september 2019 | Ottensheim | 11       | China            | Shen Shuangmei Liu Xiaoxin                 |
| Wereldkampioenschappen 2019                   | 25 augustus – 1 september 2019 | Ottensheim | 11       | Australië        | Amanda Bateman Tara Rigney                 |
| Internationaal olympisch kwalificatietoernooi | 16 – 18 mei 2021               | Luzern     | 2        | Russische ploeg  | Ekaterina Pitirimova Ekaterina Kurochkina  |
| Internationaal olympisch kwalificatietoernooi | 16 – 18 mei 2021               | Luzern     | 2        | Duitsland        | Leonie Menzel Annekatrin Thiele            |
| Totaal                                        |                                |            | 13       |                  |                                            |

### Vrouwen twee-zonder
| Toernooi                                      | Datum                          | Locatie    | Plaatsen | Gekwalificeerd   | Geselecteerde roeisters               |
| --------------------------------------------- | ------------------------------ | ---------- | -------- | ---------------- | ------------------------------------- |
| Wereldkampioenschappen 2019                   | 25 augustus – 1 september 2019 | Ottensheim | 11       | Nieuw-Zeeland    | Kerri Gowler Grace Prendergast        |
| Wereldkampioenschappen 2019                   | 25 augustus – 1 september 2019 | Ottensheim | 11       | Australië        | Annabelle McIntyre Jessica Morrison   |
| Wereldkampioenschappen 2019                   | 25 augustus – 1 september 2019 | Ottensheim | 11       | Canada           | Caileigh Filmer Hillary Janssens      |
| Wereldkampioenschappen 2019                   | 25 augustus – 1 september 2019 | Ottensheim | 11       | Verenigde Staten | Megan Kalmoe Tracy Eisser             |
| Wereldkampioenschappen 2019                   | 25 augustus – 1 september 2019 | Ottensheim | 11       | Spanje           | Aina Cid Virginia Díaz                |
| Wereldkampioenschappen 2019                   | 25 augustus – 1 september 2019 | Ottensheim | 11       | Italië           | Kiri Tontodonati Aisha Rocek          |
| Wereldkampioenschappen 2019                   | 25 augustus – 1 september 2019 | Ottensheim | 11       | Roemenië         | Adriana Ailincăi Iuliana Buhuş        |
| Wereldkampioenschappen 2019                   | 25 augustus – 1 september 2019 | Ottensheim | 11       | Ierland          | Aileen Crowley Monika Dukarska        |
| Wereldkampioenschappen 2019                   | 25 augustus – 1 september 2019 | Ottensheim | 11       | China            | Huang Kaifeng Liu Jinchao             |
| Wereldkampioenschappen 2019                   | 25 augustus – 1 september 2019 | Ottensheim | 11       | Groot-Brittannië | Helen Glover Polly Swann              |
| Wereldkampioenschappen 2019                   | 25 augustus – 1 september 2019 | Ottensheim | 11       | Griekenland      | Christina Bourbou Maria Kyridou       |
| Internationaal olympisch kwalificatietoernooi | 16 – 18 mei 2021               | Luzern     | 2        | Russische ploeg  | Vasilisa Stepanova Elena Oriabinskaia |
| Internationaal olympisch kwalificatietoernooi | 16 – 18 mei 2021               | Luzern     | 2        | Denemarken       | Fie Udby Erichsen Hedvig Rasmussen    |
| Totaal                                        |                                |            | 13       |                  |                                       |

### Vrouwen dubbel-vier
| Toernooi                                      | Datum                          | Locatie    | Plaatsen | Gekwalificeerd   | Geselecteerde roeisters                                                   |
| --------------------------------------------- | ------------------------------ | ---------- | -------- | ---------------- | ------------------------------------------------------------------------- |
| Wereldkampioenschappen 2019                   | 25 augustus – 1 september 2019 | Ottensheim | 8        | Nederland        | Inge Janssen Laila Youssifou Nicole Beukers Olivia van Rooijen            |
| Wereldkampioenschappen 2019                   | 25 augustus – 1 september 2019 | Ottensheim | 8        | China            | Chen Yunxia Zhang Ling Lü Yang Cui Xiaotong                               |
| Wereldkampioenschappen 2019                   | 25 augustus – 1 september 2019 | Ottensheim | 8        | Polen            | Agnieszka Kobus-Zawojska Marta Wieliczko Katarzyna Zillmann Maria Sajdak  |
| Wereldkampioenschappen 2019                   | 25 augustus – 1 september 2019 | Ottensheim | 8        | Duitsland        | Frieda Hämmerling Franziska Kampmann Carlotta Nwajide Daniela Schultze    |
| Wereldkampioenschappen 2019                   | 25 augustus – 1 september 2019 | Ottensheim | 8        | Groot-Brittannië | Mathilda Hodgkins-Byrne Hannah Scott Charlotte Hodgkins-Byrne Lucy Glover |
| Wereldkampioenschappen 2019                   | 25 augustus – 1 september 2019 | Ottensheim | 8        | Nieuw-Zeeland    | Olivia Loe Eve MacFarlane Ruby Tew Georgia Nugent-O'Leary                 |
| Wereldkampioenschappen 2019                   | 25 augustus – 1 september 2019 | Ottensheim | 8        | Verenigde Staten | Meghan O'Leary Ellen Tomek Cicely Madden Alie Rusher                      |
| Wereldkampioenschappen 2019                   | 25 augustus – 1 september 2019 | Ottensheim | 8        | Italië           | Valentina Iseppi Alessandra Montesan Veronica Lisi Stefania Gobbi         |
| Internationaal olympisch kwalificatietoernooi | 16 – 18 mei 2021               | Luzern     | 2        | Australië        | Caitlin Cronin Harriet Hudson Rowena Meredith Ria Thompson                |
| Internationaal olympisch kwalificatietoernooi | 16 – 18 mei 2021               | Luzern     | 2        | Frankrijk        | Emma Lunatti Marie Jacquet Margaux Bailleul Violaine Aernoudts            |
| Totaal                                        |                                |            | 10       |                  |                                                                           |

### Vrouwen vier-zonder
| Toernooi                                      | Datum                          | Locatie    | Plaatsen | Gekwalificeerd   | Geselecteerde roeisters                                                                |
| --------------------------------------------- | ------------------------------ | ---------- | -------- | ---------------- | -------------------------------------------------------------------------------------- |
| Wereldkampioenschappen 2019                   | 25 augustus – 1 september 2019 | Ottensheim | 8        | Australië        | Annabelle McIntyre Jessica Morrison Rosemary Popa Lucy Stephan                         |
| Wereldkampioenschappen 2019                   | 25 augustus – 1 september 2019 | Ottensheim | 8        | Nederland        | Ellen Hogerwerf Karolien Florijn Veronique Meester Ymkje Clevering                     |
| Wereldkampioenschappen 2019                   | 25 augustus – 1 september 2019 | Ottensheim | 8        | Denemarken       | Ida Gørtz Jacobsen Christina Juhl Johansen Frida Sanggaard Nielsen Trine Dahl Pedersen |
| Wereldkampioenschappen 2019                   | 25 augustus – 1 september 2019 | Ottensheim | 8        | Polen            | Maria Wierzbowska Olga Michałkiewicz Joanna Dittmann Monika Chabel                     |
| Wereldkampioenschappen 2019                   | 25 augustus – 1 september 2019 | Ottensheim | 8        | Roemenië         | Mădălina Hegheş Elena Logofătu Cristina Georgiana Popescu Roxana Iuliana Anghel        |
| Wereldkampioenschappen 2019                   | 25 augustus – 1 september 2019 | Ottensheim | 8        | Verenigde Staten | Grace Luczak Kendall Chase Claire Collins Madeleine Wanamaker                          |
| Wereldkampioenschappen 2019                   | 25 augustus – 1 september 2019 | Ottensheim | 8        | Groot-Brittannië | Rowan McKellar Harriet Taylor Karen Bennett Rebecca Shorten                            |
| Wereldkampioenschappen 2019                   | 25 augustus – 1 september 2019 | Ottensheim | 8        | Canada           | Stephanie Grauer Nicole Hare Jennifer Martins Kristina Walker                          |
| Internationaal olympisch kwalificatietoernooi | 16 – 18 mei 2021               | Luzern     | 2        | Ierland          | Aifric Keogh Eimear Lambe Fiona Murtagh Emily Hegarty                                  |
| Internationaal olympisch kwalificatietoernooi | 16 – 18 mei 2021               | Luzern     | 2        | China            | Qin Miaomiao Wang Fei Lin Xinyu Lu Shiyu                                               |
| Totaal                                        |                                |            | 10       |                  |                                                                                        |

### Vrouwen acht
| Toernooi                                      | Datum                          | Locatie    | Plaatsen | Gekwalificeerd   | Geselecteerde roeisters |
| --------------------------------------------- | ------------------------------ | ---------- | -------- | ---------------- | --- |
| Wereldkampioenschappen 2019                   | 25 augustus – 1 september 2019 | Ottensheim | 5        | Nieuw-Zeeland    | Kelsey Bevan Emma Dyke Kirstyn Goodger Jackie Gowler Ella Greenslade Beth Ross Lucy Spoors Phoebe Spoors Caleb Shepherd (stuurvrouw)                                   |
| Wereldkampioenschappen 2019                   | 25 augustus – 1 september 2019 | Ottensheim | 5        | Australië        | Olympia Aldersey Molly Goodman Sarah Hawe Genevieve Horton Bronwyn Cox Giorgia Patten Georgina Rowe Katrina Werry James Rook                                           |
| Wereldkampioenschappen 2019                   | 25 augustus – 1 september 2019 | Ottensheim | 5        | Verenigde Staten | Katelin Guregian Meghan Musnicki Charlotte Buck Olivia Coffey Gia Doonan Brooke Mooney Kristine O'Brien Regina Salmons Jessica Thoennes                                |
| Wereldkampioenschappen 2019                   | 25 augustus – 1 september 2019 | Ottensheim | 5        | Canada           | Susanne Grainger Kasia Gruchalla-Wesierski Madison Mailey Sydney Payne Andrea Proske Lisa Roman Christine Roper Avalon Wasteneys Kristen Kit                           |
| Wereldkampioenschappen 2019                   | 25 augustus – 1 september 2019 | Ottensheim | 5        | Groot-Brittannië | Fiona Gammond Sara Parfett Rebecca Edwards Chloe Brew Katherine Douglas Caragh McMurtry Rebecca Muzerie Emily Ford Matilda Horn                                        |
| Internationaal olympisch kwalificatietoernooi | 16 – 18 mei 2021               | Luzern     | 2        | China            | Wang Zifeng Wang Yuwei Xu Fei Miao Tian Zhang Min Ju Rui Li Jingjing Guo Linlin                                                                                        |
| Internationaal olympisch kwalificatietoernooi | 16 – 18 mei 2021               | Luzern     | 2        | Roemenië         | Maria-Magdalena Rusu Viviana-Iuliana Bejinariu Georgiana Dedu Maria Tivodariu Ioana Vrînceanu Amalia Beres Mădălina Bereș Denisa Tîlvescu Daniela Druncea (stuurvrouw) |
| Totaal                                        |                                |            | 7        |                  | |

Atletiek · Badminton · Basketbal · Boksen · Boogschieten · Gewichtheffen · Golf · Gymnastiek · Handbal · Hockey · Honkbal · Judo · Kanovaren · Karate · Klimsport · Moderne vijfkamp · Paardensport · Roeien · Rugby · Schermen · Schietsport · Schoonspringen · Skateboarden · Softbal · Surfen · Synchroonzwemmen · Taekwondo · Tafeltennis · Tennis · Triatlon · Voetbal · Volleybal · Waterpolo · Wielersport · Worstelen · Zeilen · Zwemmen
Parijs 1900 · 
St. Louis 1904 · 
Londen 1908 · 
Stockholm 1912 · 
Antwerpen 1920 · 
Parijs 1924 · 
Amsterdam 1928 · 
Los Angeles 1932 · 
Berlijn 1936 · 
Londen 1948 · 
Helsinki 1952 · 
Melbourne 1956 · 
Rome 1960 · 
Tokio 1964 · 
Mexico-stad 1968 · 
München 1972 · 
Montréal 1976 · 
Moskou 1980 · 
Los Angeles 1984 · 
Seoel 1988 · 
Barcelona 1992 · 
Atlanta 1996 · 
Sydney 2000 · 
Athene 2004 · 
Peking 2008 · 
Londen 2012 · 
Rio de Janeiro 2016 · 
Tokio 2020 · 
Parijs 2024 ·  
Los Angeles 2028 
Medaillewinnaars